# Materia międzyplanetarna
Materia międzyplanetarna – wszelka materia znajdująca się w przestrzeni międzyplanetarnej. Przestrzeń tę wypełniają gazy, pył międzyplanetarny, wiatr słoneczny, promieniowanie oraz pola magnetyczne Słońca i planet. Materia w stanie gazowym to głównie wodór i cząstki pochodzące ze Słońca (np. hel).
Zasadniczo do materii międzyplanetarnej można zaliczyć małe ciała Układu Słonecznego, czyli planetoidy, komety, meteoroidy.